# کمردراز
کمردراز، روستایی از توابع بخش قلعه تل شهرستان باغملک در استان خوزستان ایران است.

## جمعیت
این روستا در دهستان قلعه تل قرار دارد و براساس سرشماری مرکز آمار ایران در سال ۱۳۸۵، جمعیت آن ۳۱۲ نفر (۵۸خانوار) بوده‌است.